# Tauschia decumbens
Tauschia decumbens är en flockblommig växtart som först beskrevs av George Bentham, och fick sitt nu gällande namn av John Merle Coulter, Joseph Nelson Rose och Carl Georg Oscar Drude. Tauschia decumbens ingår i släktet Tauschia och familjen flockblommiga växter. Inga underarter finns listade i Catalogue of Life.